# Alain Krivine

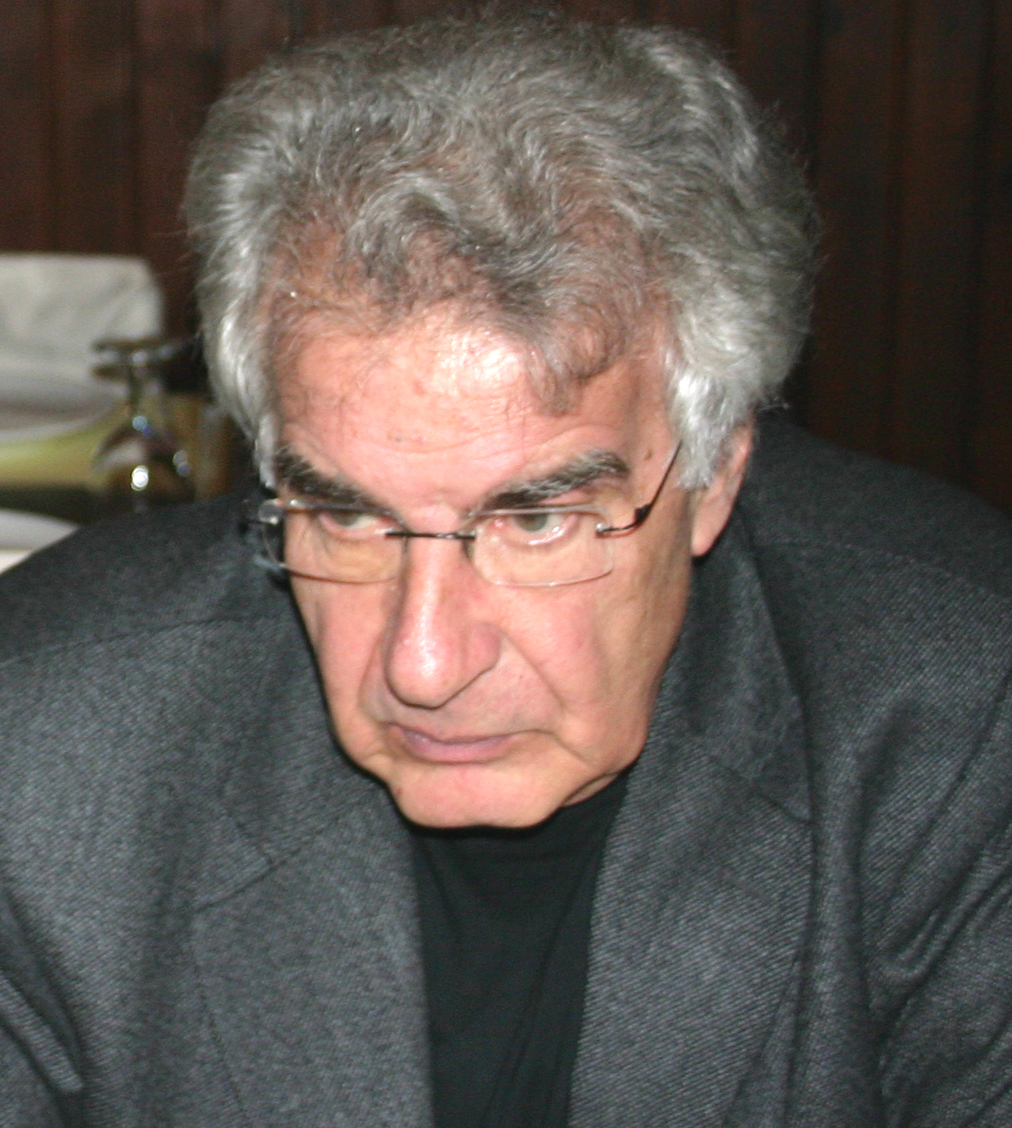
Alain Krivine w Ankarze (2005)

Alain Krivine (ur. 10 lipca 1941 w Paryżu, zm. 12 marca 2022 tamże) – francuski polityk, współzałożyciel trockistowskiej Rewolucyjnej Ligi Komunistycznej, jeden z liderów IV Międzynarodówki.

## Życiorys
Alain Krivine był z wykształcenia historykiem. Pracował jako nauczyciel historii w jednym z paryskich liceów i sekretarz redakcji w wydawnictwie Hachette do 1968.
W 1955 dołączył do komunistycznej organizacji młodzieżowej Jeunesses Communistes. W 1965 stworzył organizację Jeunesse communiste révolutionnaire, rozwiązaną decyzją administracyjną w 1968. W 1966 został wykluczony z Francuskiej Partii Komunistycznej za brak poparcia dla kandydatury François Mitterranda. Uczestniczył w wydarzeniach związanych z paryskim majem 1968, zyskując publiczną rozpoznawalność. Odbywając służbę wojskową w Verdun, był po raz pierwszy kandydatem na prezydenta Francji w 1969 (otrzymał 1,05% głosów). Po powrocie do stolicy rok później został dziennikarzem pisma „Rouge”.
Również w 1969 współtworzył Ligue communiste, rozwiązaną w 1973. W 1974 stał się członkiem biura politycznego Rewolucyjnej Ligi Komunistycznej i członkiem komitetu wykonawczego IV Międzynarodówki. W tym roku był ponownie kandydatem na prezydenta (dostał 0,36% głosów), tworząc przy okazji Front communiste révolutionnaire.
W latach 1999–2004 był deputowanym do Parlamentu Europejskiego, wybranym z wspólnej listy trockistów. Zasiadał w grupie Zjednoczonej Lewicy Europejskiej i Nordyckiej Zielonej Lewicy, a także w Komisji Prawnej i Rynku Wewnętrznego.
W 2006 zakończył regularną działalność polityczną, odchodząc z biura politycznego LCR. Na czele jego formacji politycznej stanął Olivier Besancenot.

## Publikacje
- La Farce électorale, Éditions du Seuil, 1969
- Questions sur la révolution, Éditions Stock, 1974
- Sur le pont. Souvenirs d'un ouvrier trotskiste breton (współautor: André Fichaut), Éditions Syllepse, 2003
- Ca te passera avec l'âge, Flammarion, 2006